# Dolichoderus andinus
Dolichoderus andinus é uma espécie de formiga do gênero Dolichoderus.